# Clunio martini
Clunio martini är en tvåvingeart som beskrevs av Hashimoto 1973. Clunio martini ingår i släktet Clunio och familjen fjädermyggor. Inga underarter finns listade i Catalogue of Life.